# Fortín El Bracho
El Fortín El Bracho fue originalmente una fortificación de fronteras para contener los ataques de los indígenas. Estuvo ubicado a unos 60 kilómetros de Matará, en el actual Departamento Avellaneda, provincia de Santiago del Estero.
Surgió en el siglo XVII y contenía un destacamento de soldados de manera permanente. Más tarde fue utilizado como lugar de detención y confinamiento de los enemigos desterrados de Juan Felipe Ibarra. Por lo general, a sus detenidos los hacía marchar a pie y en este fortín eran obligados a dormir al aire libre, expuestos a los rigores e inclemencias del tiempo y la naturaleza, a los pumas y alimañas. Allí eran engrillados, azotados, humillados, condenados a realizar trabajos forzados, enchalecados o fusilados. En este fortín Agustina Palacio de Libarona acompañó a su esposo José María Libarona, quien fue prisionero hasta que él enloqueció completamente por los tormentos sufridos y murió. Agustina se convirtió en una heroína en su provincia por los manuscritos sobre sus vivencias en El Bracho. Años más tarde, el fortín sirvió de centro de operaciones del general Antonino Taboada y su hermano, el gobernador Manuel Taboada.
Historiadores y cronistas extranjeros como Thomas Joseph Hutchinson, el barón Alfredo Du Graty y Thomas Page efectuaron una descripción de este fuerte. Poseía una fuerte empalizada, con un profundo foso como en los castillos medievales europeos, un descampado a su alrededor que le permitía advertir la inminencia de un ataque, casillas para los centinelas, un mangrullo de una cuadra de lado y un canón apuntando al Este. Las viviendas de sus habitantes estaban en el interior de la empalizada. Tenía un molino harinero y había algo de ganado para la subsistencia. Los soldados no recibían sueldo, pero sí se les adjudicaba una parcela de terreno o chacra para que la cultivaran.
El fuerte y sus terrenos aledaños fueron abandonados a fines del siglo XIX y principios del siglo XX, debido a la Conquista del Chaco, la colonización de la región por parte de los inmigrantes y la llegada del ferrocarril.